# Vasile Tcaciuc
Vasile Tcaciuc (n. 1900, Cozmeni, Ducatul Bucovinei, Austro-Ungaria – d. 17 octombrie 1935, Iași, România) a fost un criminal în serie român. El a omorât între 21 și 26 de oameni între 1917 si 1935. Acesta își ademenea victimele și le aducea în casa lui, unde le omora cu un topor. Motivul lui principal a fost jaful. Când poliția a descoperit 6 cadavre îngropate sub casa lui, acesta era deja închis pentru furt și tâlhărie. Acesta a încercat să evadeze de la o reconstrucție a faptelor dar a fost împușcat de un polițist. S-ar putea să fie cel mai prolific criminal în serie. Acesta a recunoscut că a omorât 26 de oameni.